# Lúčka
Lúčka es un municipio del distrito de Rožňava en la región de Košice, Eslovaquia, con una población estimada a final del año 2024 de 175 habitantes.
Se encuentra ubicado al oeste de la región, en la cuenca hidrográfica del río Hernád, y cerca de la frontera con la región de Banská Bystrica y Hungría.

## Demografía
| Año        | 1994 | 2004     | 2014     | 2024    |
| ---------- | ---- | -------- | -------- | ------- |
| Población  | 236  | 211      | 183      | 175     |
| Diferencia |      | −10,59 % | −13,27 % | −4,37 % |

| Año        | 2023 | 2024    |
| ---------- | ---- | ------- |
| Población  | 172  | 175     |
| Diferencia |      | +1,74 % |